# Ordre de l'Étoile équatoriale
Pour les articles homonymes, voir Ordre de l'Étoile.
L'ordre de l'Étoile équatoriale est une distinction gabonaise créée le 6 août 1959 pour récompenser les personnes s'étant distinguées dans la construction de la république du Gabon proclamée en 1960, ainsi que les actes de courage et de dévouement.
En 1961, le président de la République Léon Mba a remis au docteur Albert Schweitzer la croix d'officier et la plaque de grand officier de l'ordre de l'Étoile équatoriale.

## Classes
- Collier
- Grand-croix
- Grand-officier
- Commandeur
- Officier
- Chevalier

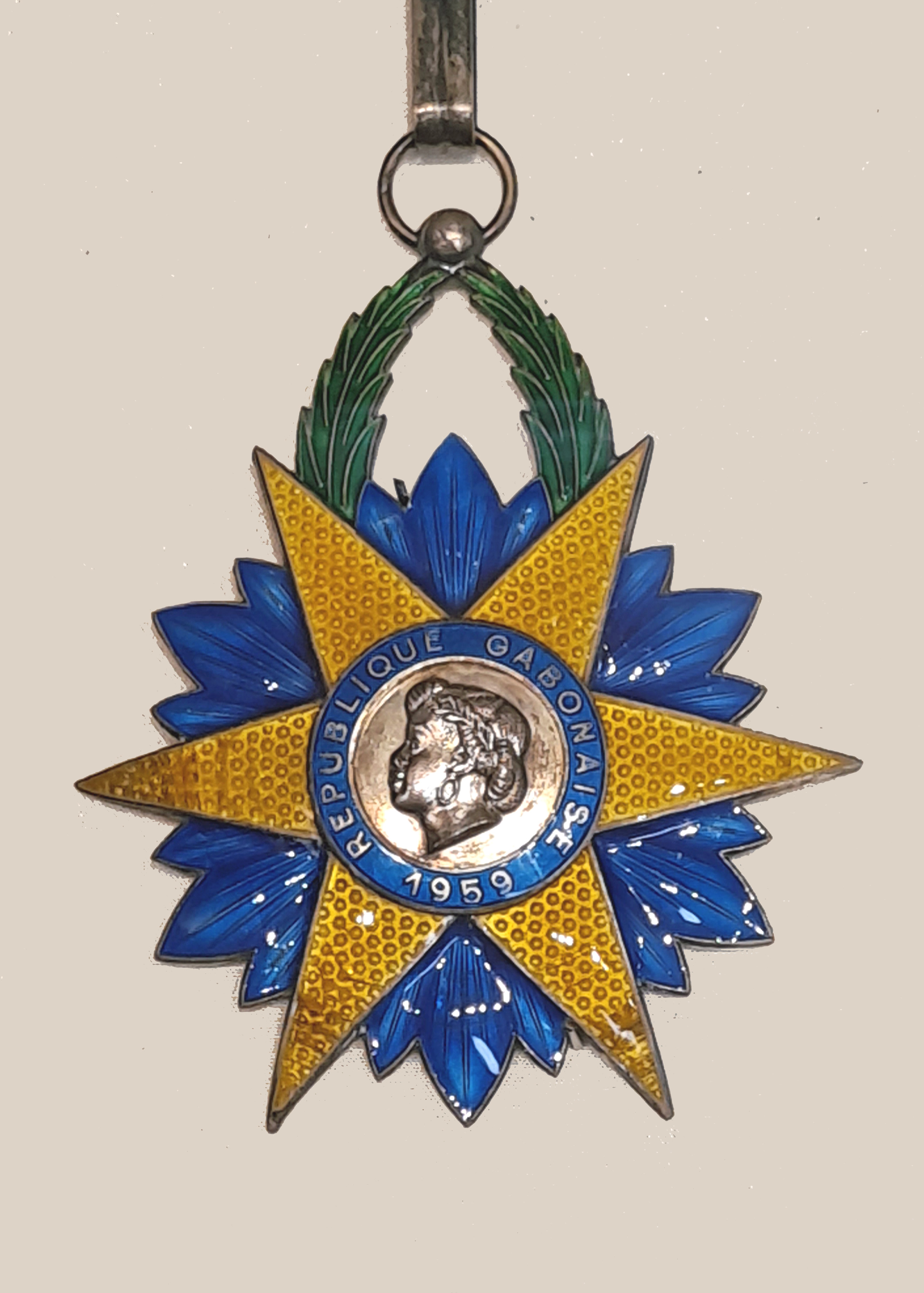
Insigne de commandeur[1].
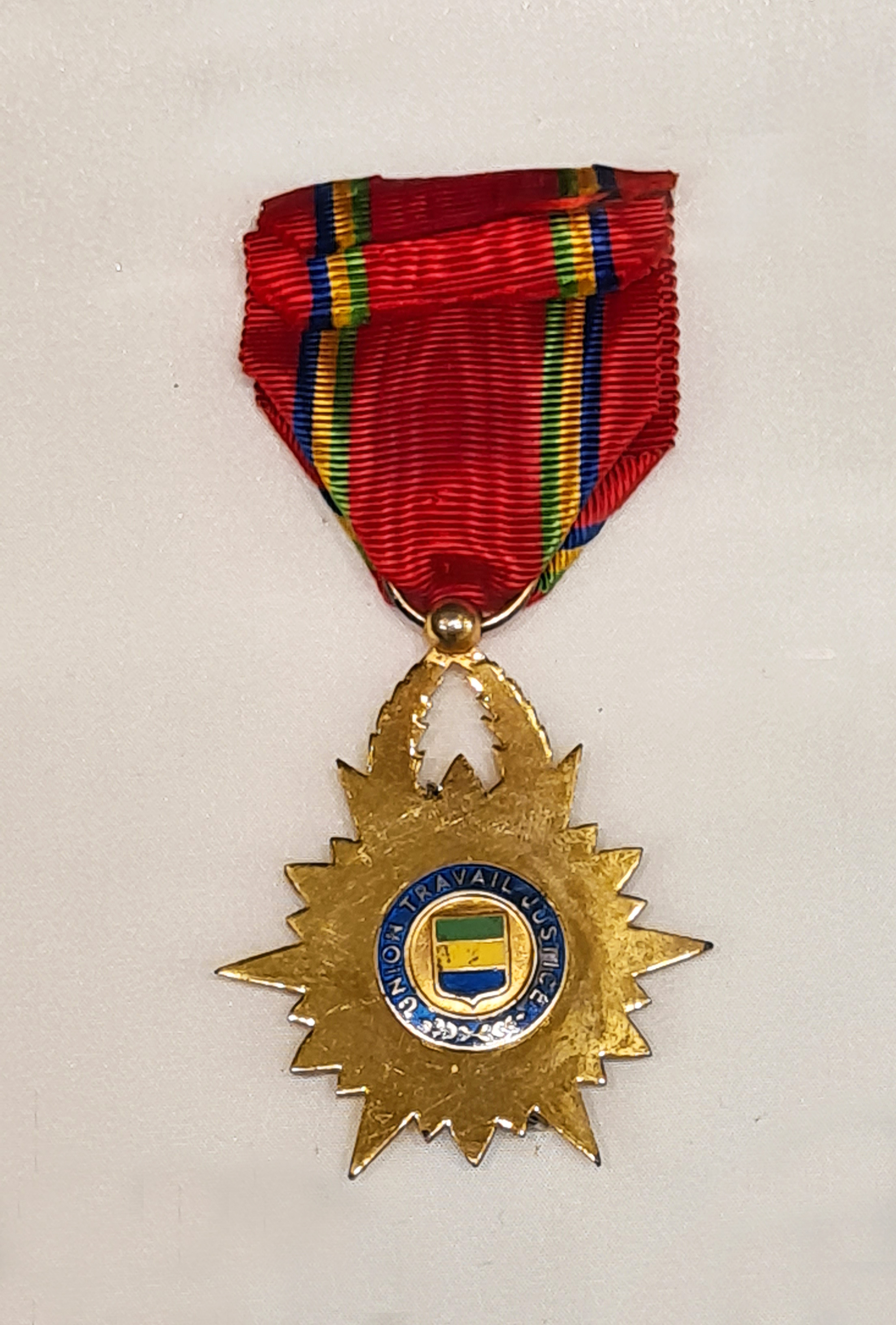
Insigne de chevalier (revers[1]).

| Rubans         |             |            |
| Chevalier      | Officier    | Commandeur |
| Grand officier | Grand-croix | Collier    |

## Récipiendaires
- Michel Raingeard, député français
- Félicité Ongouori Ngoubili, femme politique et diplomate gabonaise
- Jean-Claude Brouillet, entrepreneur
- Alice Saunier-Seïté, géographe et ancienne ministre
- Albert Sarraut, gouverneur général de l'Indochine française